# KZ Hainewalde
Das KZ Hainewalde wurde am 27. März 1933 durch die SA als „Schutzhaftlager“ im Hainewalder Schloss in Sachsen eingerichtet.

## Geschichte
Ursprünglich hatte der SA-Sturm III (Dresden) unter SA-Sturmführer Ernst Jirka die Lagerführung inne, aber im Mai ging die Leitung auf die SA-Standarte 102 (Zittau) unter SA-Standartenführer Paul Unterstab über. Insgesamt wurde das Lager von ca. 150 Mann bewacht. Lagerkommandanten waren SA-Sturmbannführer Müller und sein Adjutant SA-Sturmbannführer Mittag. Am 12. April 1933 hatte das Lager 259 Häftlinge und es wurden im Laufe der Zeit fast 400. Insgesamt saßen ca. 1000 Häftlinge in Hainewalde ein.
Eine Aufschlüsselung für Hainewalde ergab, dass die „Schutzhaft“ die sächsische Staatsregierung über 130.000 Mark kostete. Als das KZ am 10. August 1933 aufgelöst wurde, wurden die übrigen Häftlinge in größere „Schutzhaftlager“ in der Burg Hohnstein und ins KZ Sachsenburg überstellt.
In Hainewalde waren vor allem linke Politiker und Juden inhaftiert. In eine Baracke wurden ca. 150 Personen gepfercht, in welcher die Gefangenen in mehrstöckigen Kojen auf Stroh-Matratzen schliefen. Die Häftlinge mussten an protestantischen Gottesdiensten sowie nächtlichen Nazi-Belehrungen teilnehmen. Wegen letzteren wurden junge und alte Häftlinge getrennt untergebracht, man folgte der Theorie, dass junge Häftlinge, wenn von den Älteren getrennt, empfänglicher für die Nazi-Ideologien sein würden.
Die SA zwang die Häftlinge zu Strafarbeiten und folterte sie unter dem Vorwand von Verhören. Alle Verletzten und Kranken, außer den schwersten, wurden ohne medizinische Behandlung zur Arbeit im Warenlager im Keller des Schlosses überstellt. Für Verhöre nutzte die SA ein Büro der Lagerverwaltung sowie einen speziellen Bunker. Häftlinge wurden außerdem gezwungen, Brennholz zu beschaffen oder Toiletten zu reinigen. Juden und Intellektuelle wurden besonders brutal behandelt und gedemütigt.
Die geächtete Sozialdemokratische Partei Deutschlands unterstützte die Gefangenen in Hainewalde. Die sozialistische Arbeiter-Illustrierte-Zeitung aus Prag zeigt z. B. eine Fotografie eines Hainewalder Strafgefangenen. Eine sympathisierende SA-Wache hatte das Bild, welches die grausamen Haftbedingungen des Gefangenen offenbart, aus dem Lager geschmuggelt. Die kommunistische Untergrund-Organisation aus Zittau schmuggelte auch Propaganda ins Lager, um die Insassen wissen zu lassen, dass man sie nicht vergessen hatte „Wir wissen, dass ihr, trotz Drangsalierung und Terror, der Sache der Arbeitklasse mit unbeugsamer Courage treu geblieben seid ... Wir, und ebenso die Arbeiterbewegung, wissen sehr gut was ihr erleiden musstet. Dass wir euch diese Grüße senden, trotz der Schwierigkeiten und der Illegalität im Konzentrationslager, versteht als Bekundung unserer ungeteilten Solidarität mit euch!“
Die Lagerleitung verordnete strenge Entlassungsbedingungen. Unter den Schmerzen des Arrests unterzeichneten entlassene Häftlinge unter Schwur eine Erklärung, welche ihnen das Publikmachen der Zustände im Lager untersagte. Laut einem anderen Dokument, datiert auf den 5. August 1933, verspricht der entlassene Häftling, sich nicht erneut mit den marxistischen Parteien einzulassen. Der Journalist und Schriftsteller Axel Eggebrecht erinnerte sich an ein Gerücht, die Gefangen würden zum 1. Mai entlassen, aber es erwies sich als nicht haltbar.
Eggebrechts Mitinsasse, ein jüdischer Gefangener namens Benno Berg, erlebte einen seltenen Moment von Humor nach einer Umerziehungs-Lektion. Ein NSDAP-Kreisleiter unterrichtete die Insassen über die jüdische Gefahr, indem er den Standardausdruck, „die Juden sind unser Unglück.“ nutzte. Nach der Ansprache musterte er die Gefangenen und hielt vor Berg inne. Des Kreisleiters Fragen beantwortend, gab Berg Namen und Geburtsort an: „Berg, aus Reichenberg, Böhmen.“ – nicht begreifend, dass der Gefangene jüdisch war, deklarierte der Kreisleiter: „Ein sudetischer Kampfgenosse! Bravo! Alle von euch werden wieder zu uns gehören!“ Eggebrecht fügte hinzu: „Des Heißsporn's fette Hand klopft dem 'nicht-Arier' anerkennend auf die Schulter. 'Für mich sind Sie ein Musterbeispiel eines echten SA-Mannes! Heil Hitler!', die Hand zum Hitlergruß erhoben stolziert er davon.“
Eggebrecht wurde verhört, aber nicht gefoltert. In dieser Hinsicht weichen seine Erlebnisse von denen anderer Hainewalder Strafgefangener ab. Eggebrecht beschreibt das Interesse des Fragestellers darin herauszufinden, wie er, nach einer Kindheit in „gutem Hause“, mit den Kommunisten in Berührung kam. Die Fürsprache seines Vaters bei einem einflussreichen sächsischen Beamten, Professor Apel, führte zu seiner Entlassung. Eggebrechts Vater schrieb ihm von Apels Interesse an seinem Fall. Einige Zeit später besuchte ihn sein Vater im Lager. Ausrufend, dass die Haftbedingungen seines Sohnes „unwürdig“ seien, fügte der Vater hinzu, dass er geduldig sein solle, denn „es wird nicht mehr lang dauern!“ Einige Tage später wurde Eggebrecht nach dem Unterschreiben einer Erklärung, keine „Gräuel-Geschichten“ in Umlauf zu bringen, entlassen.
1948 verurteilte das Bautzener Landgericht 39 Wächter zu Freiheitsstrafen für ihre Rolle bei der Misshandlung von Strafgefangenen in Hainewalde. Die Verhandlung fand unter Federführung der sowjetischen Besatzungsmacht statt, weitere Details sind unbekannt.

## Notiz
Dieser Artikel stammt aus der englischen Wikipedia, enthält Texte des United States Holocaust Memorial Museum und wurde unter GFDL veröffentlicht.